# Francisco Tourreilles
Francisco D. Tourreilles ist ein uruguayischer Politiker.
Ingenieur Francisco Tourreilles gehörte in der Phase der zivil-militärischen Diktatur in Uruguay, die 1973 bis 1985 im Land vorherrschte, der Militärregierung an und übte mehrere Ministerämter aus. So war er vom 8. Mai 1980 bis zum 7. Juni 1982 Industrieminister des Landes und hatte vom 17. Juli 1981 bis zum 31. August 1981 interimsweise das Amt des Ministers für das Aufgabenportfolio Landwirtschaft und Fischerei inne. Vom 7. Juni 1982 bis zum 28. Februar 1985 leitete er zudem unter Präsident Aparicio Méndez das Ministerium für Verkehr und öffentliche Bauten.